# Davian Clarke
Davian Clarke, född 30 april 1976, är en friidrottare från Jamaica som tävlar i kortdistanslöpning. 
Clarkehar varit en bidragande del av det jamaicanska sprintlandslaget. Han har tre VM-silver och två VM-brons samt ett OS-brons på 4 x 400 meter. Vid inomhus VM 2004 tog Clarke sin första individuella medalj då han blev tvåa på 400 meter.

## Personliga rekord
- 200 meter - 20,72
- 400 meter - 44,83